# Condado de Barry (Missouri)
O Condado de Barry é um dos 114 condados do estado americano de Missouri. A sede do condado é Cassville, e sua maior cidade é Monett. O condado possui uma área de 2 048 km² (dos quais 31 km² estão cobertos por água), uma população de 34 010 habitantes, e uma densidade populacional de 17 hab/km² (segundo o censo nacional de 2000).